# 小野紗由利
小野 紗由利（おの さゆり、1991年3月5日 - ）は、福島中央テレビの女性アナウンサー。
福島県いわき市出身。

## 人物・略歴
東日本国際大学附属昌平高等学校、成城大学卒業後、2013年、福島中央テレビに入社。同期は野尻英恵。アナウンサーを志したきっかけは、大学在学中に地元が東日本大震災で被災して落ち着かなかった頃に、アナウンサーの落ち着いた声色と冷静な表情に助けられたこと。
趣味は、美味しいものを食べること（カツオ・アンコウ鍋・干し芋・焼き芋）、アニメ・ドラマ鑑賞。

## 担当番組
- ゴジてれ×Sun!　- MC（2014年4月 - 2015年3月・2016年4月 - 2022年4月3日）
- 情報ライブ ミヤネ屋　- アシスタント（2019年10月16日、林マオの休暇に伴う代役[7]）
- NNNドキュメント 「高台からの祈り〜福島の津波被災地　１２年の記録〜」　- ナレーション(ディレクターも兼務)　(2023年2月13日)
- ゴジてれ Chu ! 第Ⅰ部MC
  - 金曜担当（2015年4月3日 - 2016年4月1日）
  - 水曜担当（2016年4月6日 - 2017年9月27日）
  - 全曜日担当（2022年4月4日 - ）
- 中テレニュース